# Abney Park Cemetery

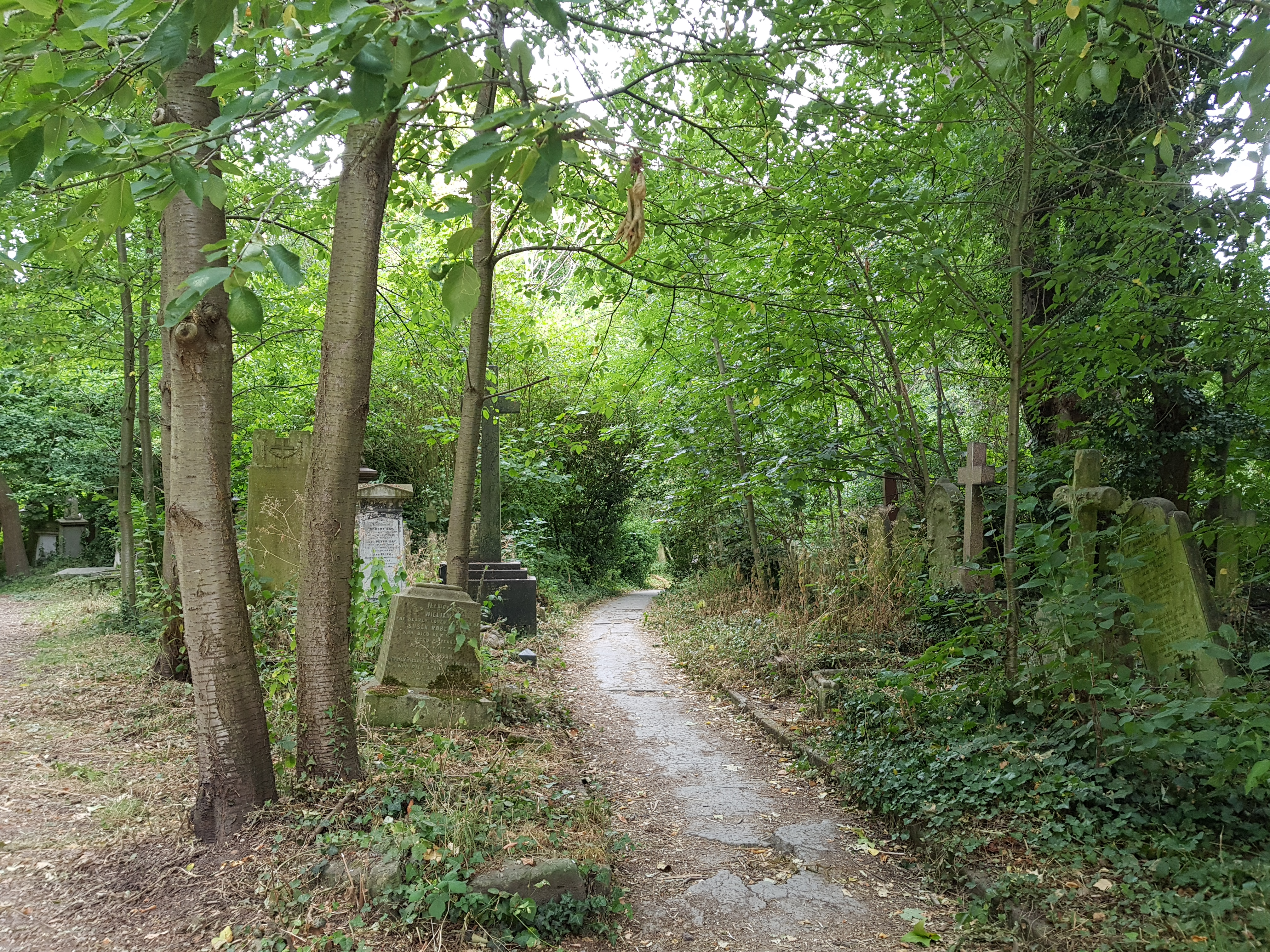
Abney Park Cemetery

Der Abney Park Cemetery in Stoke Newington im Nordosten von London ist einer der als Magnificent Seven bekannten sieben großen historischen kommerziellen Friedhöfe in London.

## Geschichte
Zur Einrichtung des Friedhofs wurde ein historischer Park des 18. Jahrhunderts im 19. Jahrhundert umgewandelt. Der ursprüngliche Abney Park war von Mary Abney und Isaac Watts sowie der benachbarten Familie Hartopp eingerichtet worden.
Mit der Einrichtung des Friedhofs wandelte sich die Funktion des Parks zu einem überkonfessionellen Friedhof mit einem halb öffentlichen Arboretum und einem Bildungsinstitut. Die Anlage wurde als ein Beispiel ihrer Zeit gefeiert. Der Friedhof wurde von 1840 bis 1974/8 als Begräbnisstätte genutzt. Die Anlage ist heute teilweise verwildert, ähnlich wie Highgate Cemetery, ein weiterer Friedhof der Magnificent Seven.
In dem Kriminalroman Wer dem Tode geweiht von Elizabeth George ist Abney Park Cemetery Tatort eines Mordes.

## Beigesetzte Persönlichkeiten

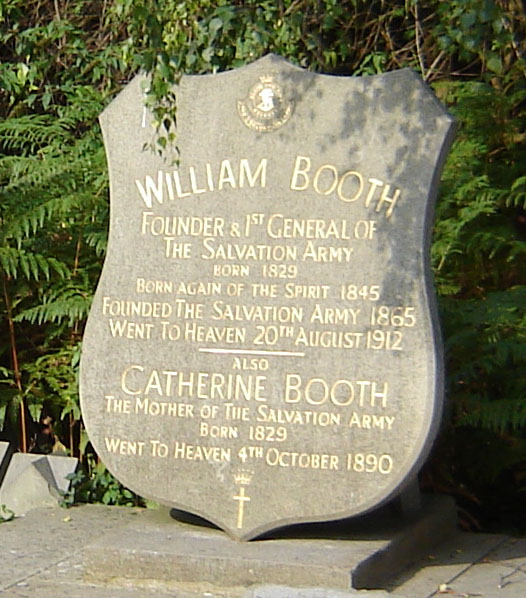
Grab von William und Catherine Booth

- Bramwell Booth, Theologe und Prediger
- Catherine Booth, Frauenrechtlerin
- William Booth, Gründer der Heilsarmee
- Tommy Hall, Radrennfahrer
- John Williams, Missionar (Gedenkstein)